# Kevin Möhwald
Kevin Möhwald (Erfurt, 1993. július 3. –) német utánpótlás-válogatott labdarúgó, az Eupen játékosa.

## Pályafutása

### Klubcsapatokban
A Rot-Weiß Erfurt ifjúsági csapataiban nevelkedett. 2010. november 7-én kispadon kapott lehetőséget a második csapatban a Budissa Bautzen ellen. 2011. december 17-én mutatkozott be az első csapatban a Carl Zeiss Jena elleni harmadosztályú bajnoki mérkőzésen. 2012. szeptember 15-én az 1. FC Saarbrücken ellen első bajnoki gólját szerezte meg. A 2014–2015-ös szezonban 8 bajnoki gólt szerzett. A szezon végén ingyen igazolt a Nürnberg csapatába és az SC Freiburg ellen góllal mutatkozott be a másodosztályban. 2018. február 2-án duplázott az Erzgebirge Aue ellen. A szezonvégén aláírt az élvonalbeli Werder Bremen klubjához. Szeptember 22-én az FC Augsburg elleni bajnoki találkozón debütált. December 7-én első gólját is megszerezte új klubjában a Fortuna Düsseldorf ellen. 2019. február 10-én az Augsburg ellen a 36. percben lépett pályára a sérült Milot Rashica cseréjeként, majd a 83. percben beállította a 4–0-s végeredményt. 2021. augusztus 30-án szerződött az Union Berlin csapatához. 2023 júniusában háromévre szóló szerződést kötött az Eupen csapatával.

### A válogatottban
2013 októberében a holland és cseh U20-as válogatott ellen lépett pályára a német U20-as válogatottban.

## Statisztika
2019. február 10-i állapotnak megfelelően.
| Klub            | Szezon   | Bajnokság    | Bajnokság | Bajnokság | Kupa  | Kupa | Nemzetközi | Nemzetközi | Összesen | Összesen |
| Klub            | Szezon   | Osztály      | Mérk.     | Gól       | Mérk. | Gól  | Mérk.      | Gól        | Mérk.    | Gól      |
| --------------- | -------- | ------------ | --------- | --------- | ----- | ---- | ---------- | ---------- | -------- | -------- |
| Rot-Weiß Erfurt | 2011–12  | 3. Liga      | 5         | 0         | 0     | 0    | 0          | 0          | 5        | 0        |
| Rot-Weiß Erfurt | 2012–13  | 3. Liga      | 35        | 2         | 0     | 0    | 0          | 0          | 35       | 2        |
| Rot-Weiß Erfurt | 2013–14  | 3. Liga      | 28        | 2         | 0     | 0    | 0          | 0          | 28       | 2        |
| Rot-Weiß Erfurt | 2014–15  | 3. Liga      | 35        | 8         | 0     | 0    | 0          | 0          | 35       | 8        |
| Rot-Weiß Erfurt | Összesen | Összesen     | 103       | 12        | 0     | 0    | 0          | 0          | 103      | 12       |
| Nürnberg        | 2015–16  | Bundesliga 2 | 27        | 1         | 3     | 0    | 0          | 0          | 30       | 1        |
| Nürnberg        | 2016–17  | Bundesliga 2 | 29        | 4         | 0     | 0    | 0          | 0          | 29       | 4        |
| Nürnberg        | 2017–18  | Bundesliga 2 | 31        | 7         | 3     | 0    | 0          | 0          | 34       | 7        |
| Nürnberg        | Összesen | Összesen     | 87        | 12        | 6     | 0    | 0          | 0          | 93       | 12       |
| Werder Bremen   | 2018–19  | Bundesliga   | 12        | 2         | 2     | 0    | 0          | 0          | 14       | 2        |
| Összesen        | Összesen | Összesen     | 202       | 26        | 8     | 0    | 0          | 0          | 210      | 26       |